# Dayton International Airport

i7
i11
i13
Der James M. Cox Dayton International Airport (kurz: Dayton International Airport) ist ein internationaler Verkehrsflughafen 14 km nördlich von Dayton in der Ortschaft Vandalia im Bundesstaat Ohio der Vereinigten Staaten.

## Geschichte
Der Flughafen wurde im März 1928 von lokalen Unternehmern als Dayton Airport Inc. gegründet. Das Unternehmen kaufte rund 126 Hektar Fläche in der Ortschaft Vandalia. 1936 wurde der Flughafen an die Stadt Dayton, mit Unterstützung des Politikers James M. Cox verkauft und in Dayton Municipal Airport umbenannt. Die nächsten Umbenennungen fanden 1944 in Dayton Army Airfield und 1952 in James M. Cox-Dayton Municipal Airport statt. Sein heutiger Name wurde 1975 als James M. Cox Dayton International Airport bestimmt.
Heute ist der Flughafen der drittgrößte in Ohio nach dem Cleveland Hopkins International Airport und dem Flughafen Port Columbus International. Alljährlich findet auf dem Flughafen die Vectren Dayton Air Show statt.

## Terminals
- Terminal B (Gate B11-B19)
- Terminal C (Gate C13-C24)

## Fluggesellschaften und Ziele
Der Dayton International Airport wird von den Fluggesellschaften Allegiant Air, American Eagle, Delta Air Lines/Delta Connection und United Express genutzt. Diese fliegen vor allem ihre jeweiligen Drehkreuze an.

## Zwischenfälle
- Am 12. Januar 1989 wurde eine Hawker Siddeley 748 der kanadischen Bradley Air Services (C-GDOV) auf dem Flug nach Montréal-Dorval kurz nach dem Nachtstart vom Flughafen Dayton etwa 2 Kilometer nördlich davon ins Gelände geflogen.[6] Ursache waren die bekannt mangelhafte Beherrschung des Instrumentenflugs auf Seiten des Kopiloten sowie dessen unzureichende Überwachung durch den Kommandanten. Bei diesem CFIT (Controlled flight into terrain) wurden beide Piloten getötet, die einzigen Insassen auf dem Frachtflug.[7]

## Verkehrszahlen

### Verkehrsreichste Strecken
| Rang | Stadt                                 | Passagiere | Fluggesellschaften             |
| ---- | ------------------------------------- | ---------- | ------------------------------ |
| 01   | Atlanta, Georgia                      | 160.080    | Delta                          |
| 02   | Chicago–O’Hare, Illinois              | 158.000    | American Eagle, United Express |
| 03   | Charlotte, North Carolina             | 090.070    | American Eagle                 |
| 04   | Dallas/Fort Worth, Texas              | 082.170    | American Eagle                 |
| 05   | Detroit, Michigan                     | 052.010    | Delta Connection               |
| 06   | Washington–National, Washington, D.C. | 051.650    | American Eagle                 |
| 07   | Philadelphia, Pennsylvania            | 047.970    | American Eagle                 |
| 08   | Minneapolis-Saint Paul, Minnesota     | 041.530    | Delta Connection               |
| 09   | Denver, Colorado                      | 034.570    | United Express                 |
| 10   | New York–LaGuardia, New York          | 029.130    | American Eagle                 |